# Semois
Pour les articles homonymes, voir Semoy.

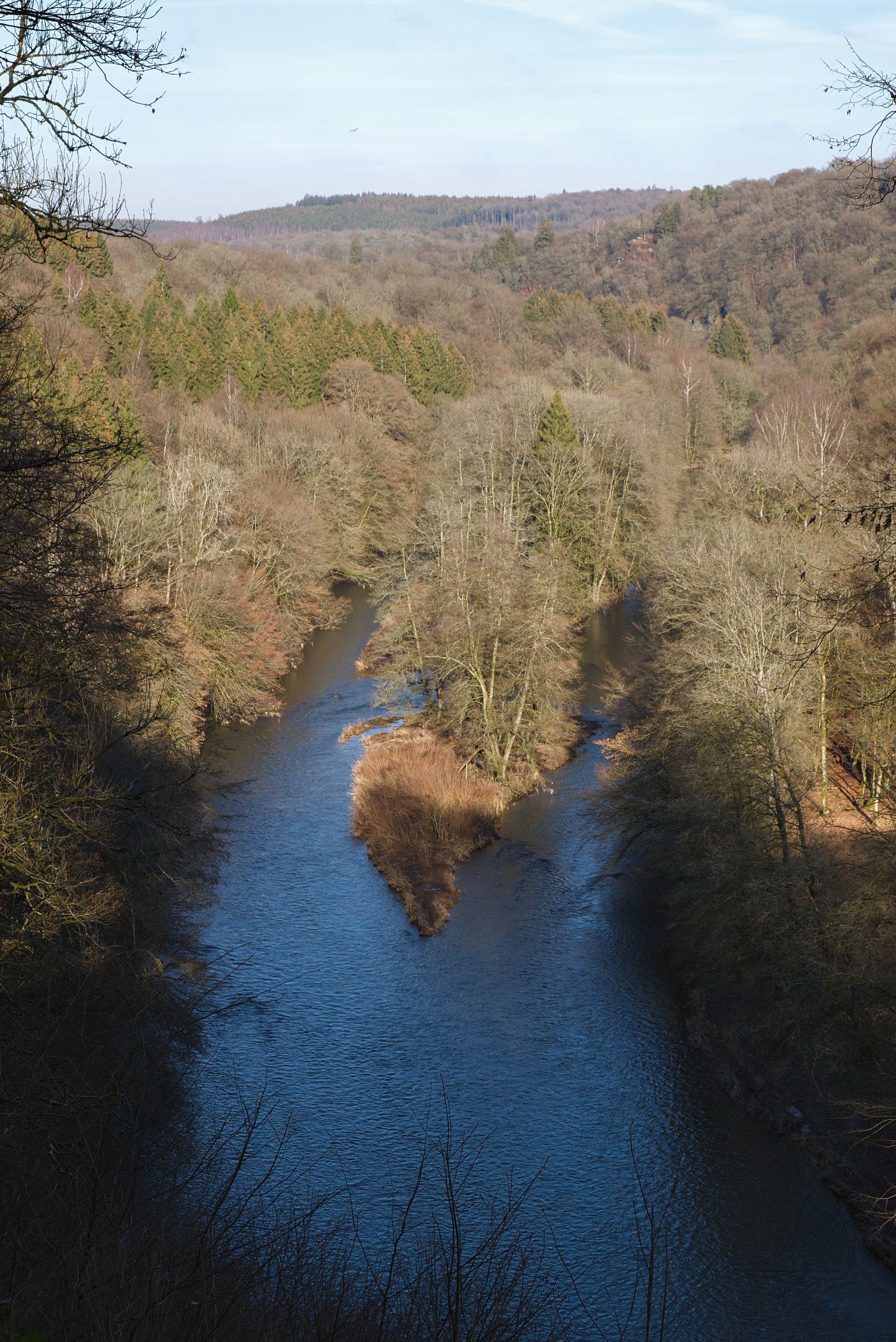
La Semois à Florenville.

La Semois ou Semoy est une rivière de Belgique et de France, affluent en rive droite de la Meuse. Elle prend ses sources à Arlon en Belgique, traverse la Lorraine et l’Ardenne suivant une direction ouest-nord-ouest, franchit la frontière française et se jette dans la Meuse à Monthermé.
Depuis le 9 décembre 2022, la vallée de la Semois est désignée Parc national de la Vallée de la Semois, un des deux premiers parcs nationaux de Wallonie.  

## Hydronymie
La Semois porte différents noms selon les différentes langues parlées sur son territoire.
Semoy pour sa partie coulant en France et Semois pour la partie belge. 
Elle se nomme Setzbaach en luxembourgeois dans le Pays d'Arlon, en allemand Sesbach, en gaumais (lorrain) Sm'wa, en wallon Simwès ou Smwès.

## Histoire
La partie wallonne de la vallée de la Semois fut réputée au XXe siècle pour son tabac (principalement à pipe, mais aussi cigarillos et cigares). Les tabacs de la Semois, de la variété burley originaire du Kentucky, sont des tabacs bruns aux arômes très particuliers, dus au climat de la vallée de la Semois et à l'absence d'ajout d'additif. À partir des années 1950, notamment en raison de la concurrence de la cigarette, la production a cependant fortement ralenti et est réduite aujourd'hui à quelques planteurs et transformateurs.

### Anciennes orthographes

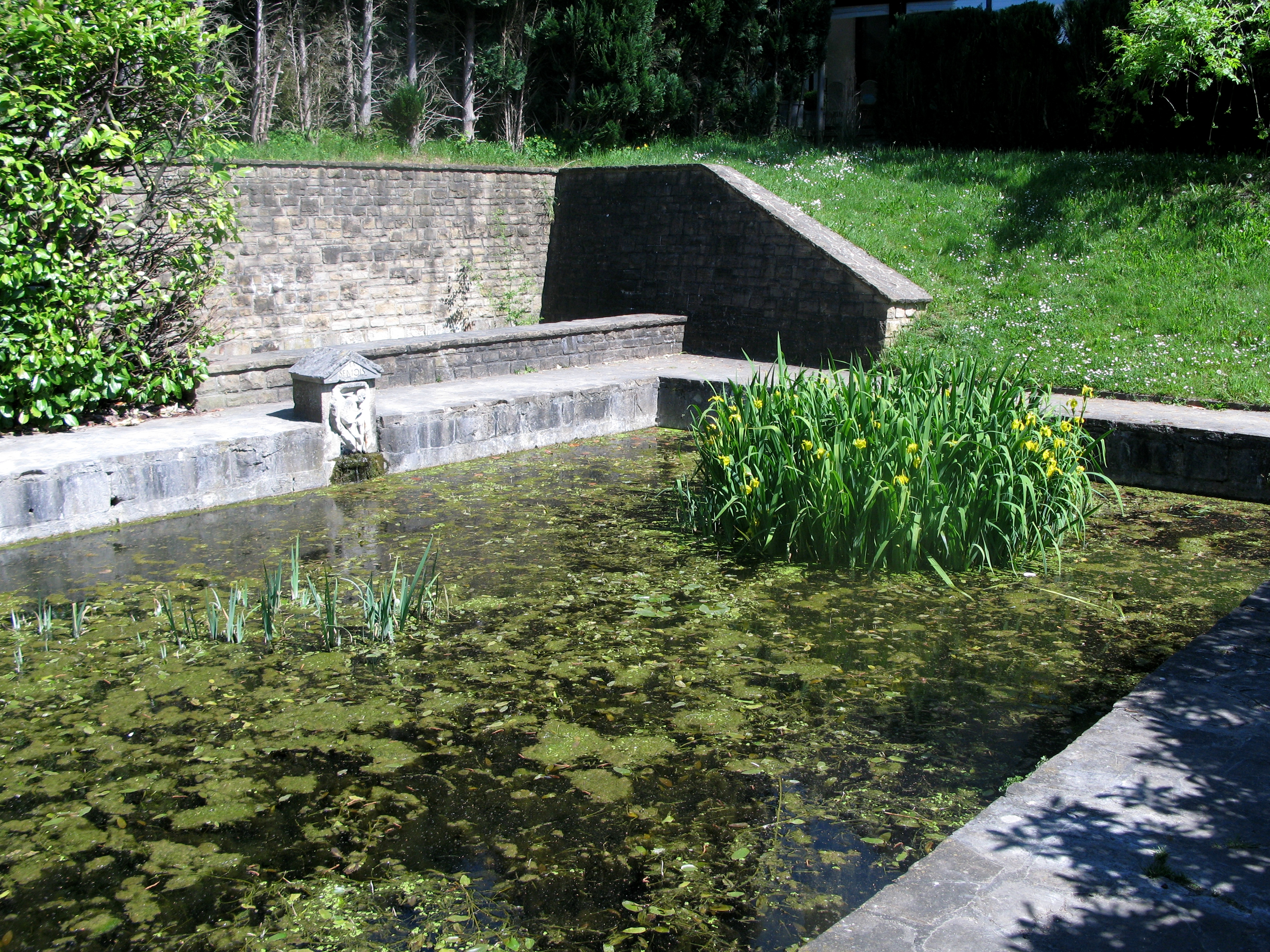
Les sources de la Semois à Arlon.

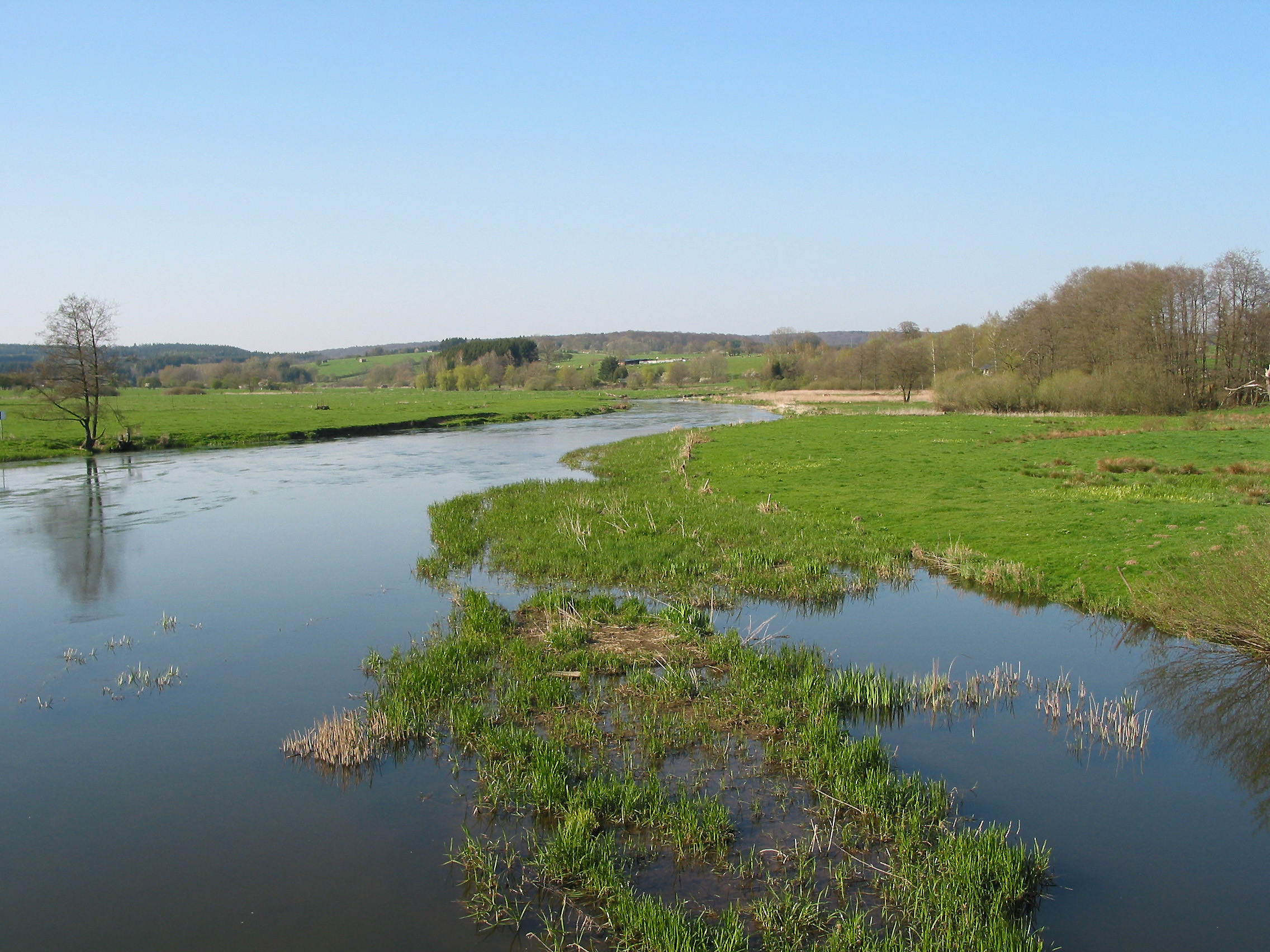
La Semois à Chassepierre en Gaume.

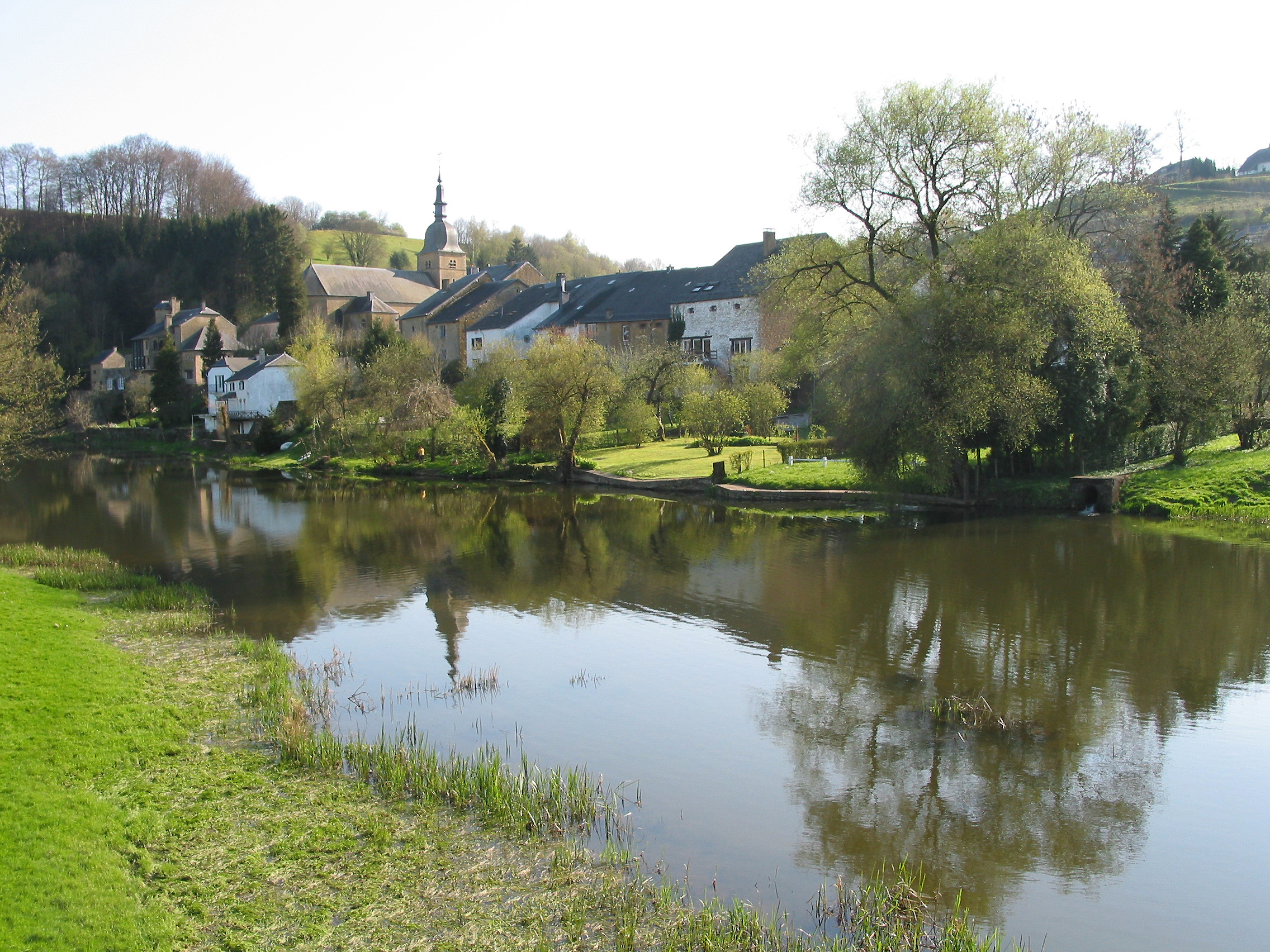
Autre vue de la Semois à Chassepierre.

Au début de notre ère, les sources de la Semois à Arlon alimentaient les thermes romains de la bourgade.
- Sesmara (IIe siècle)
- Sesomiris (644)
- Sesmarus (950)
- Sesmoys (1104)
- Semoir (1244).

## Parcours

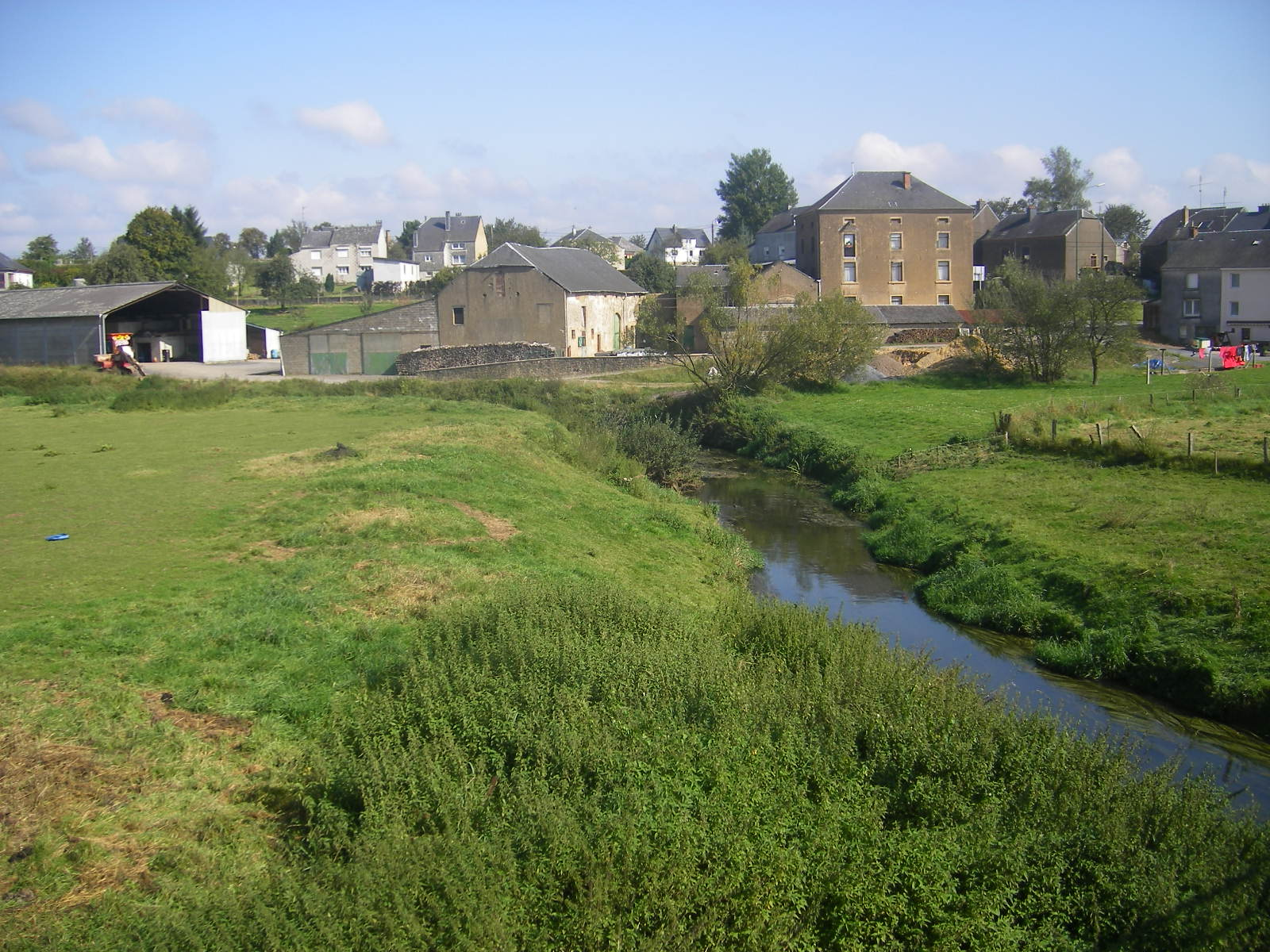
Le Semois dans le village d'Étalle.

La Semois prend ses sources dans la ville d’Arlon en Belgique, dans le sous-sol de la rue Sonnetty. Elle se dirige ensuite vers la Gaume qu’elle traverse et qui constitue la majeure partie de son trajet, pour entrer en Ardenne. Elle aura traversé entre autres Fouches, Sampont, Étalle, Tintigny, Chiny, Lacuisine, Florenville, Herbeumont, Cugnon, Auby-sur-Semois, Dohan, Bouillon, Poupehan, Frahan, Vresse-sur-Semois et Bohan.
Elle entre en France à hauteur du village de Les Hautes-Rivières pour se jeter dans la Meuse à Monthermé, 10 km après avoir quitté la Belgique.
Son parcours, d’une direction globale ouest-nord-ouest, totalise 210 km, dont 200 en Belgique[réf. nécessaire] et 23,6 km en France. Elle forme de nombreux méandres, le confluent avec la Meuse n'étant qu'à 80 km à vol d'oiseau de sa source.

## Affluents
- la Rulles ou Rule (rd[note 1]), confluent à Tintigny
- la Vierre (rd), confluent à Jamoigne
- le Saint-Jean (confluent à Hautes-Rivières)
- l'Antrogne (confluent à Conques-Herbeumont)
- le ruisseau des Munos (confluent à Mortehan)
- le ruisseau d'Aise (confluent à Mortehan)
- le ruisseau des Aleines (confluent à Auby-sur-Semois)
- le ruisseau de la Ringe (confluent à Alle-sur-Semois)
- le ruisseau de Ruaumolin (confluent à Vresse-sur-Semois)
- la Membrette (confluent à Membre)
- la Gire (confluent à Naux)

## Hydrologie

### À Bohan en Belgique
Le débit moyen de la rivière mesuré à Bohan, à la frontière franco-belge, entre 1992 et 2001 est de 32,7 m3/s. Durant la même période, on a enregistré :
- un débit annuel moyen maximal de 40,0 m3/s en 2001 ;
- un débit annuel moyen minimal de 16,3 m3/s en 1996.

Toujours à Bohan, de 1992 à 2001, sur une période de 10 ans, on a calculé :
- un DCC moyen de 146,8 m3/s, avec un maximum de 246,7 pour l'année 1993 et un minimum de 80,9 pour 1996 ;
- un DCE moyen de 2,7 m3/s, avec un DCE minimal de 1,5 en 1996.

Note : Le débit caractéristique de crue (DCC) est le débit journalier dépassé 10 jours par an, et donc non atteint les 355 jours restants. Le DCC est une valeur représentative des hautes eaux en hydrologie. Mais ce n'est pas la valeur extrême.
Le débit caractéristique d’étiage (DCE) est le débit journalier dépassé 355 jours par an, c'est-à-dire le débit non atteint 10 jours par an. Ce DCE est une valeur statistique très utilisée en hydrologie pour apprécier l’importance des étiages d'un cours d'eau.
Source : Ministère de la Région Wallonne.
D'après les mesures ainsi effectuées en Belgique, la lame d'eau écoulée dans le bassin se monte à 818 millimètres, ce qui peut être considéré comme très élevé. Le débit spécifique (Qsp) de la rivière est donc de 25,92 litres par seconde et par kilomètre carré de bassin.

### À Haulmé en France
Le débit de la Semoy a été observé durant 43 ans (1965-2008), à la station hydrométrique d'Haulmé, localité du département des Ardennes située peu avant son confluent avec la Meuse. La surface étudiée du bassin de la rivière y est de 1 336 km2 (soit la quasi-totalité du bassin versant qui fait 1 350 km2). Les chiffres obtenus sont inférieurs de plus ou moins 20 % à ceux obtenus à Bohan, en Belgique, mais cela ne doit pas surprendre, la durée d'observation étant de 43 ans à Haulmé, contre seulement 10 ans à Bohan.
Le module de la rivière à Haulmé est de 29,7 m3/s. 
La Semoy présente des fluctuations saisonnières de débit bien marquées, comme c'est souvent le cas dans le nord-est de la France, et dans les régions wallonnes adjacentes (Ardenne, Gaume). Les hautes eaux se déroulent en hiver et se caractérisent par des débits mensuels moyens oscillant entre 42,0 et 63,4 m3/s, de décembre à mars inclus (avec un maximum en janvier). Dès mars cependant la rivière entame sa décrue (50,5 en février et 42 en mars), et le débit baisse progressivement tout au long du printemps et du début de l'été jusqu'à la période des basses eaux. Celles-ci ont lieu en août et en septembre, avec un plancher de 9,08 m3/s au mois d'août, suivi de 8,89 m3/s en septembre. À partir d'octobre, le débit moyen mensuel gonfle rapidement (18,7 m3/s déjà ce mois-là). Mais les fluctuations sont bien plus prononcées sur de courtes périodes, et varient selon les années.

### Étiage ou basses eaux

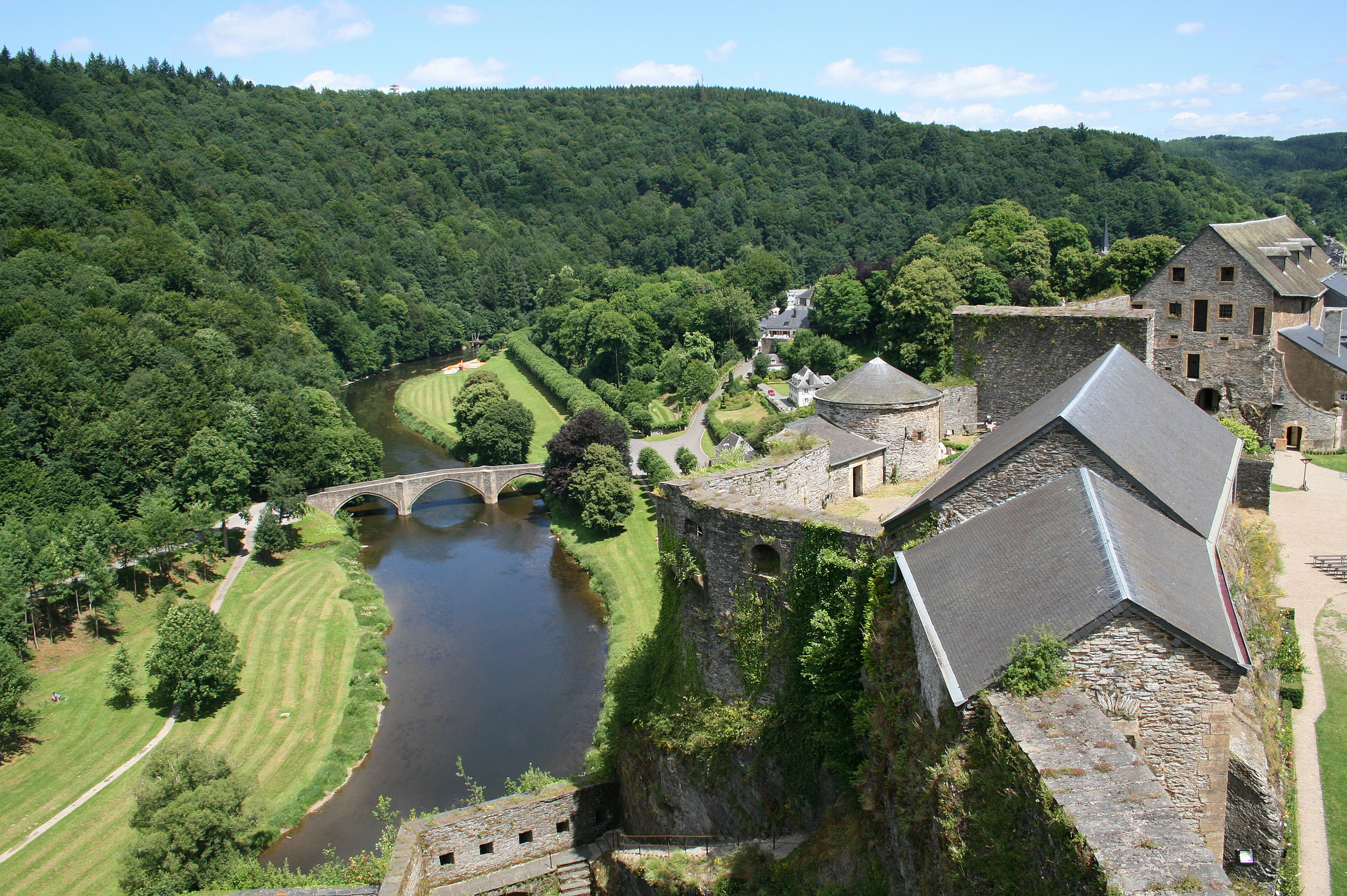
Château-fort et pont sur la Semois à Bouillon.

À l'étiage, le VCN3 peut chuter jusque 1,6 m3/s, en cas de période quinquennale sèche, ce qui peut être considéré comme sévère pour un cours d'eau de cette importance, mais est parfaitement normal dans le contexte ardennais. 

### Crues
Les crues, quant à elles, peuvent être très importantes, caractéristique assez générale des cours d'eau wallons et surtout ardennais. Les QIX 2 et QIX 5 valent respectivement 260 et 360 m3/s. Le QIX 10 est de 430 m3/s, le QIX 20 de 500 m3/s et le QIX 50 de 580 m3/s. C'est-à-dire que tous les 2 ans, l'on doit s'attendre à une crue de l'ordre de 260 m3/s, ce qui représente à peu près le débit moyen de la Meuse à Liège.
Le débit instantané maximal enregistré à la station d'Haulmé a été de 588 m3/s le 21 décembre 1993, tandis que la valeur journalière maximale était de 516 m3/s le jour suivant 22 décembre. Si l'on compare la première de ces valeurs à l'échelle des QIX de la rivière, l'on constate que cette crue de décembre 1993 était d'ordre cinquantennal et donc assez exceptionnelle, destinée à ne se répéter que tous les cinquante ans en moyenne.
Pour se faire une idée de l'importance de ces débits, on peut les comparer au grand affluent de la Seine au sud-est de Paris, la Marne à Gournay-sur-Marne dans l'agglomération parisienne, réputée pour les soucis qu'elle cause parfois aux Parisiens, dotée d'un bassin plus de neuf fois plus vaste, et de débit moyen près de quatre fois supérieur. Le QIX 10 de la Marne en fin de parcours vaut seulement 510 m3/s (contre 430 pour la Semoy) et son QIX 50 se monte à 650 m3/s (contre 580 pour la Semoy). Ainsi malgré un bassin plus de neuf fois moins vaste et un débit moyen d'un peu plus du quart, le volume des crues de la Semoy atteint plus de 80 % de celles de la Marne.

### Lame d'eau et débit spécifique
La Semoy est une rivière très abondante, alimentée par des précipitations elles aussi abondantes, dans la région du massif ardennais avant tout (Croix-Scaille). La lame d'eau écoulée dans son bassin versant est de 702 millimètres annuellement, ce qui est très élevé, plus de deux fois supérieur à la moyenne d'ensemble de la France tous bassins confondus (plus ou moins 320 millimètres/an), et supérieur aussi à la moyenne du bassin français de la Meuse (450 millimètres/an à Chooz, un peu en amont de Givet). Le débit spécifique de la rivière (ou Qsp) atteint le chiffre élevé de 22,2 litres par seconde et par kilomètre carré de bassin.

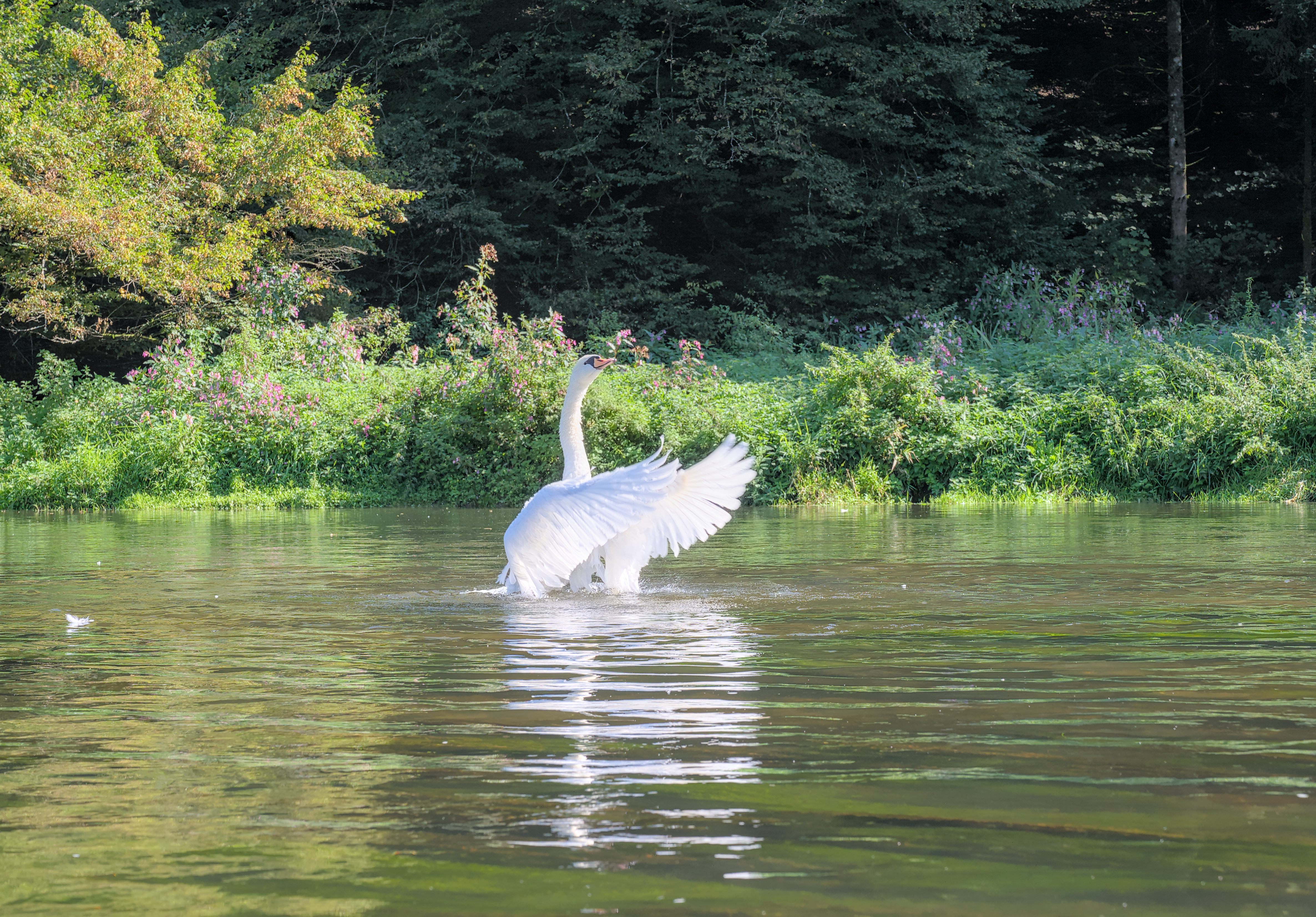
Un cygne muet aux alentours de Bouillon.

## Faune
- La moyenne Semois présente la particularité d'abriter plusieurs populations de mouflons corses, notamment dans les forêts de Herbeumont et Sainte-Cécile[8].
- Le canard de la Semois est une race de canard domestique, sélectionné dans la région, du côté belge.

## Parc national de la Vallée de la Semois
Le 9 décembre 2022, la Région wallonne a désigné la Vallée de la Semois comme parc national, aux côtés du parc national de l'Entre-Sambre-et-Meuse. Le parc national de la Vallée de la Semois s'étend sur 28 904 hectares répartis sur les huit communes de Bertrix, Bouillon, Chiny, Florenville, Herbeumont, Paliseul, Tintigny (en province de Luxembourg) et Vresse-sur-Semois (en province de Namur).  

### Mentions
- L'intrigue de la série belge La Trêve démarre avec la découverte du corps d'un protagoniste dans la Semois.